# Hurriter
Hurriterna var ett forntida folkslag i Främre Orienten, vilka bebodde norra Mesopotamien och sedan spred sig över större delen av regionen. De var ett av forntidens största folkslag och deras kultur hade en stor påverkan hos omgivande folk. Det mäktigaste hurritiska riket var Mitanni.

## Folk och språk
Hurriternas ursprung är dunkelt. Deras språk, hurritiska, har okända släktskapsförhållanden. Det har föreslagits att det kan vara besläktat med vissa språk i Kaukasus. Hurriterna började använda kilskrift för sitt språk omkring 2000 f.Kr. Ett flertal större arkiv med hurritiska texter har upptäckts vid utgrävningar av de forntida städerna Alalakh, Hattusa, Nuzi och Ugarit. Förståelsen av det hurritiska språket är dock långt ifrån fullständig. Hurriter utgjorde majoriteten av befolkningen i Khaburs floddal i norra Syrien och i landet Arrapha i nuvarande Irak. De bosatte sig efterhand över hela Främre Orienten förutom i Egypten och södra Mesopotamien. I de flesta delarna utgjorde hurriterna en minoritet av befolkningen. Hurriterna och deras språk försvinner ur historien omkring 1000 f.Kr. Möjligen assimilerades de med invandrade araméer. I Urartu-riket längre österut i Anatolien fortsatte emellertid ett med hurritiskan nära besläktat språk, urarteiskan, att talas under det första årtusendet f.Kr.

## Historia
Hurriternas nedtecknade historia börjar strax före 2000 f.Kr. Det är då som den första kända hurritiska stadsstaten grundades i staden Urkesh, vilken låg i Khaburs floddal. Området hade tidigare tillhört det akkadiska riket. Akkaderna hade lämnat efter sig en rik stadskultur, vilket hurriterna drog fördel av när de utvecklade sitt eget samhälle.
Urkesh förlorade sitt oberoende i början av det andra årtusendet f.Kr. De omgivande amoritiska staterna med sina huvudstäder i Mari, Shubat-Enlil och Halab (Aleppo) skulle i tur och ordning dominera hurriterna. Hettiterna som levde uppe i Anatoliens högland expanderade omkring 1600 f.Kr. söderut nedför Eufrats floddal. De intog Halab i riket Yamhad och därefter Babylon, vilket krossade det Gammalbabyloniska riket. Detta gav utrymme för ett nytt hurritiskt rike att växa fram; Mitanni, vars historia beskrivs under detta uppslagsord.
Ett annat hurritiskt rike kallat Arrapha drog även det fördel av slutet för det Gammalbabyloniska riket. Arrapha låg öster om Tigris i nuvarande Irak, Kerkuk. Den mest kända fyndplatsen från Arrapha är staden Nuzi. Utgrävningar där visade att Arrapha vid mitten av 1400-talet f.Kr. blivit ett av Mitannis vasallriken. Assyrierna erövrade och förstörde sedan riket vid slutet av 1300-talet f.Kr.
Omkring 1300 f.Kr. föll det sista hurritiska riket till assyrierna. En del forskare har föreslagit att hurriterna levde kvar i området Subria vid Tigris övre lopp, och i Urartu-riket längre österut under det första årtusendet f.Kr.

## Kultur och samhälle
Hurriternas kultur influerade de flesta andra folk i Främre Orienten under det andra årtusendet f.Kr., framförallt hettiterna.

### Den indoariska kulturen
Man ansåg tidigare att hurriterna styrdes av en härskarklass bestående av indoarier vars kultur skulle ha präglat hurriterna. De skulle ha infört hästen och stridsvagnen, kremering av döda och en vedisk religion. Lite talar för att denna tolkning är korrekt. Det är dock troligt att hurriterna införde hästen från Centralasien till Främre Orienten och med den en hel del indoariska lånord vilka behandlar just hästskötseln. Andra indoariska ord och namn bland hurriterna låter sig bättre förklaras med att de tagit emot kulturella influenser österifrån.

### Materiell kultur
Hurriterna tillverkade en i dåtiden eftertraktad keramik, vilken arkeologer namngett efter floden Khabur och fyndorten Nuzi. Typiskt för denna keramik är röda, bruna och svarta geometriska mönster med trianglar och prickar.
Hurriterna var tidigt skickliga inom metallurgi och sumererna lånade sina facktermer därifrån. Khaburs floddal hade ett gynnsamt läge i den viktiga metallhandeln. Silver, koppar och även tenn för brons var lätt tillgängliga i Anatoliens berg. I Urkesh har arkeologer funnit ett exempel på hurriternas skicklighet inom metallurgin i form av små bronslejon. Få hurritiska metallföremål har emellertid bevarats till vår tid, förutom från det senare Urartu-riket.
Tillverkningen av små cylindersigill med utsökt snidade små detaljer var karaktäristisk för hurriterna. Cylindersigillen är utsmyckade med mytologiska motiv i form av bevingade människor, drakar och andra monsterdjur.
I Ugarit har man även hittat en hurritisk text som innehåller världens äldsta kända noter.

### Religion
Hurriternas religion influerade starkt hettiterna, och den gamla hettitiska religionen sammanfördes med den hurritiska. De hurritiska gudarna och myterna hade också en motsvarighet i Ugarit och hos kananiterna. Den hurritiska myten om Kumarbi uppvisar likheter med den antika grekiska myten om Uranus och den hurritiska modergudinnan Heba har en motsvarighet i den frygiska gudinnan Cybele.
De viktigaste hurritiska gudarna var: Teshub (Tešup); väderguden, Heba (Hepa); hans hustru och modergudinnan, och Sharruma; deras son. Även sol- och månguden, Shimegi och Kushu, var viktiga för hurriterna. Shauska var en hurritisk motsvarighet till assyriernas gudinna Ishtar.

### Samhälle
Det hurritiska samhället hade en feodal karaktär och bestod av småriken med vasallkungar och en styrande härskarklass. Det fanns få stora hurritiska städer. Urkesh var den första hurritiska staden och Washukanni blev huvudstad i Mitanni-riket. En centraliserad byråkrati med stora palats- och tempelegendomar verkar dock inte ha förekommit i kontrast mot det forntida Egypten och Assyrien-Babylonien.

## Utgrävningar
Hurritiska fyndplatser finns spridda över tre moderna länder; Irak, Syrien och Turkiet. Gränsen mellan Syrien och Turkiet skär rakt igenom hurriternas kärnområde. Ett stort hot mot de hurritiska fornlämningarna är de dammbyggen som skett i Eufrat, Tigris och Khabur-floden. Stora delar av floddalarna har översvämmats som en konsekvens av detta och ett stort uppdrag för arkeologer är att hinna rädda fynden undan vattenmassorna.
De första utgrävningarna av hurritiska fornlämningar skedde på 1920- och 30-talet. Den brittiska arkeologen Max Mallowan grävde ut Chagar Bazar och Tell Brak i Khaburs floddal. En amerikansk arkeologisk expedition med Edward Chiera i spetsen gjorde viktiga upptäckter i Yorghan Tepe (det forntida Nuzi).
På senare tid har utgrävningar skett i syriska Hamoukar, Hammam el Turkman, Tell Barri, Tell Beydar, Tell Leilan, Tell Mashnaqa, Tell Mozan (Urkesh), Tell Tuneinir, Umm el-Marra, och i Kenan Tepe i Tigrisdalen i Turkiet. Amerikanska, belgiska, danska, holländska, italienska och tyska arkeologiska expeditioner med internationell medverkan har varit verksamma där i samarbete med syriska statens antikvarieämbete. Utgrävningar av ruinkullarna har påvisat fynd från neolitisk tid, bronsåldern, och järnåldern fram till romersk tid, i vissa fall ännu senare. Den hurritiska keramiken är ett viktigt hjälpmedel för att bestämma vilka skikt av ruinhögarna som tillhör hurriternas kultur.